# Katrineholms bibliotek

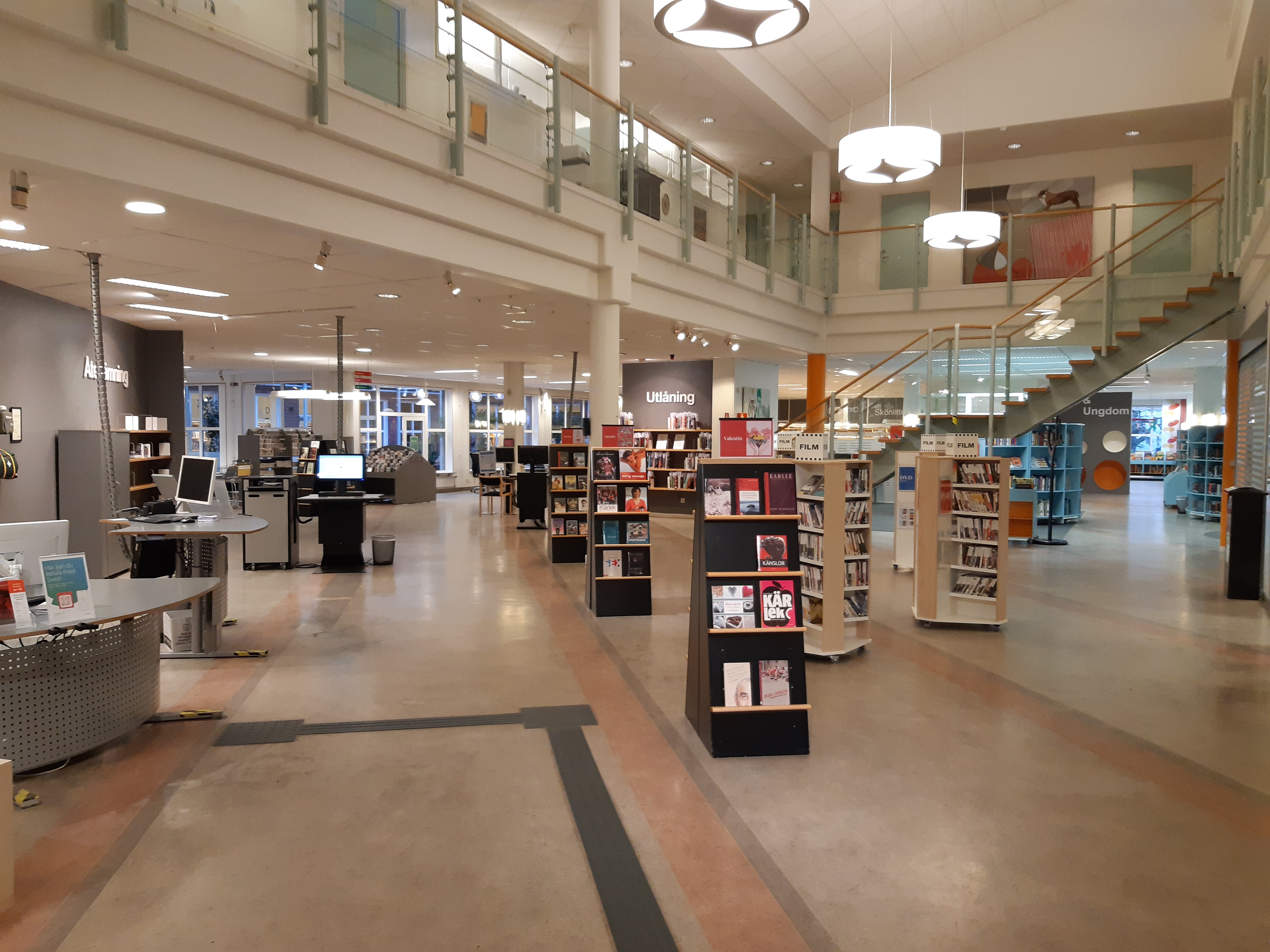
Ingången på Katrineholms bibliotek.

Katrineholms bibliotek är ett bibliotek som ligger på Djulögatan i Katrineholm. Biblioteket är en del av Kulturhuset Ängeln där det också finns konsthall och hörsal. Biblioteksfilialer finns i Björkvik, Julita och Sköldinge. Enklare biblioteksservice för allmänhet finns en timme i veckan på skolbiblioteken i Forssjö, Strångsjö och Valla. I Katrineholm finns också skolbibliotek på alla kommunala grundskolor. Dessa bemannas med bibliotekarier.
Biblioteket använder biblioteksdatasystemet Koha.
Katrineholms bibliotek var en av pilotkommunerna för e-boksappen Bibblix, en läsapp för barn.
Biblioteket är ett så kallat MerÖppet bibliotek vilket innebär att besökare kan teckna avtal för att kunna besöka bibliotekslokalerna mellan 06.00 och 22.00.
Även filialen i Sköldinge har MerÖppet vilket innebär att besökare som tecknat separat avtal får tillgång till den lokalen klockan 8-20 alla dagar i veckan. 